# 葛介屏
葛介屏（1912年—1999年），原名德藩，男，安徽合肥人，中国书法家、金石学家、文物鉴定家，曾任中国书法家协会理事。